# La Cesta

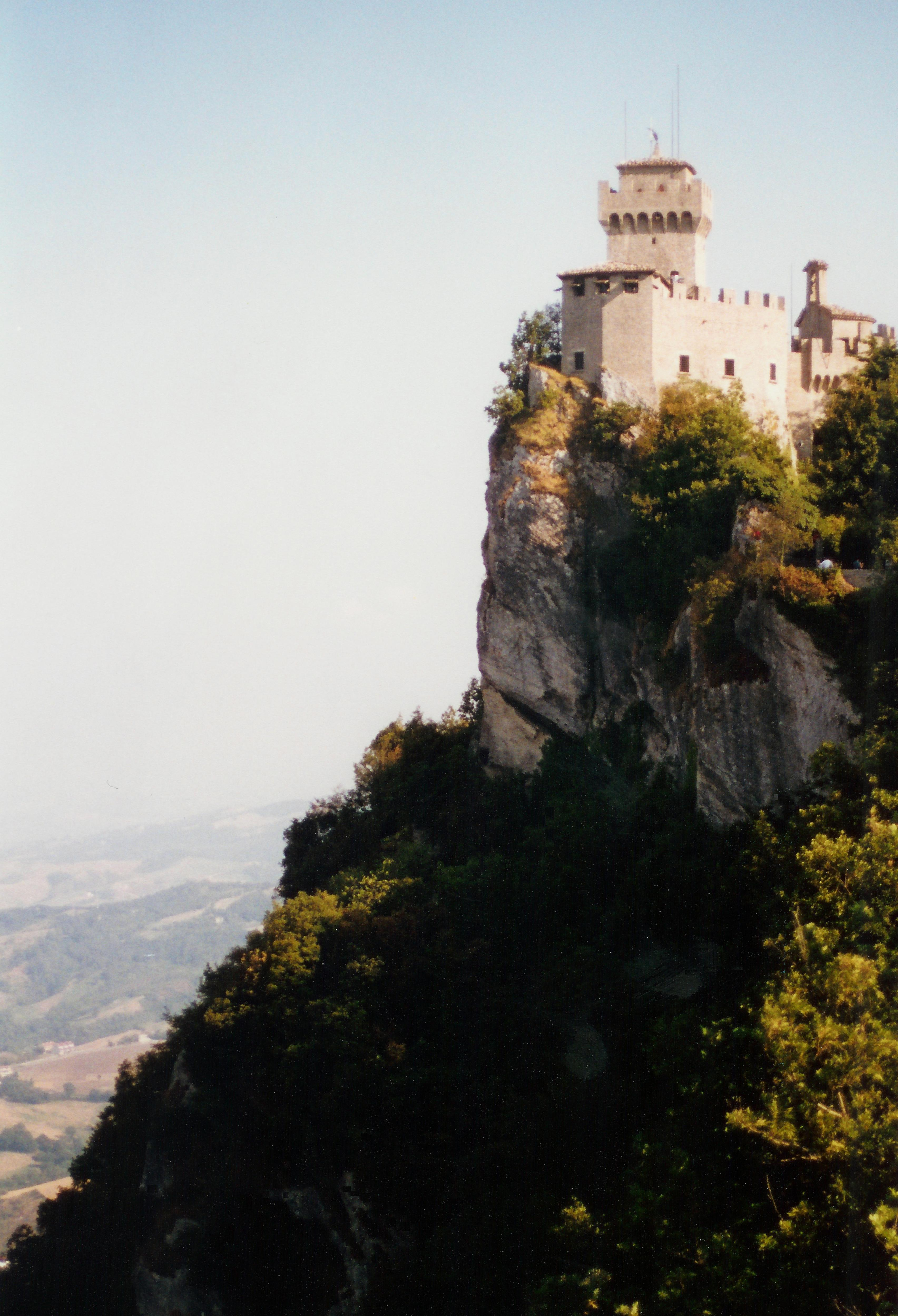
La Cesta

La Cesta známá také jako "Fratta" nebo "Druhá pevnost" je jedna ze Tří sanmarinských pevností a nachází se na jednom z vrcholů Monte Titana La Fratta (755,24 m n. m.). Od první pevnosti k ní vede kamenná ulička Passo delle Streghe.

## Pevnost
Na vrcholu, kde se pevnost nachází, bylo už v římských dobách opevnění stejného jména sloužící jako pozorovací stanoviště. La Cesta byla postavena ve 13. století z důvodů bezpečnosti San Marina. Poprvé je zmíněna v dokumentu z roku 1253. V roce 1320 byla vybudována vnější hradba a pevnost byla spojena s opevněním města. Vstup do pevnosti, který funguje i dnes, byl otevřen v šestnáctém století. La Cesta byla několikrát restaurována a upravována. Podstatnou rekonstrukcí v letech 1924 až 1925 byla zachráněna před rozpadem, byl ji vrácen středověký ráz a otevřela se veřejnosti.

## Muzeum
V pevnosti se nachází Sanmarinské muzeum historických zbraní, které zde bylo otevřeno roku 1956. Najdeme v něm cca 700 historických kusů. Expozice je rozdělena do čtyř místností.

## Otevírací doba
Pevnost je otevřena pro veřejnost v následujících časech:
- Od 20. března do 20. září: 8.00–20.00
- Od 21. září do 19. března: 8.50–17.00

Zavřena je na Štědrý den, na Nový rok a odpoledne 2. listopadu.
Cena za vstup je 3,00 €.